# Бьянка Мария Сфорца
Бьянка Мария Сфорца (итал. Bianca Maria Sforza; 5 апреля 1472, Милан, Миланское герцогство — 31 декабря 1510, Инсбрук, Тирольское графство) — императрица Священной Римской империи, вторая жена императора Максимилиана I, дочь миланского герцога Галеаццо Мария Сфорца, представительница известной династии Сфорца.

## Биография
Дочь герцога миланского Галлеацо Мариа Сфорца и Боны Савойской. 6 января 1474 года 21-месячная Бьянка вышла замуж за своего двоюродного брата Филиберта I, герцога Савойи, сына её дяди Амадея IX Савойского и Иоланды Французской. Герцог Филиберт I умер весной 1482 года, оставив Бьянку вдовой в возрасте десяти лет.
После смерти отца её рукой стал распоряжаться дядя, Лодовико Моро. Он выдал её замуж за императора Максимилиана I, тогда ещё немецкого короля. Овдовевший Максимилиан, не так давно потерявший любимую жену, Марию Бургундскую, женился вторым браком на Бьянке, как уверяют источники, исключительно ради богатого приданого. Приданое, полученное новым родственником от Лодовико Моро, составило 400 000 дукатов. Сам же Лодовико в ответ получил от короля титул герцога (он узурпировал его у своего малолетнего племянника, брата Бьянки). Свадьба состоялась в 1494 году в Милане. Брак не был счастливым. Детей не было. Император не испытывал к жене ни малейшей привязанности. Скончалась Бьянка в возрасте 38 лет.